# Rhyncomya nysas
Rhyncomya nysas är en tvåvingeart som först beskrevs av Walker 1849.  Rhyncomya nysas ingår i släktet Rhyncomya och familjen Rhiniidae. Inga underarter finns listade i Catalogue of Life.